# Ceryx cherra
Ceryx cherra là một loài bướm đêm thuộc phân họ Arctiinae, họ Erebidae.